# Playoffs NBA 2007
Navigation
Édition précédente Édition suivante
Les playoffs NBA 2007 sont les séries éliminatoires (en anglais, playoffs) de la saison NBA 2006-2007.
Les Spurs de San Antonio battent en finale les Cavaliers de Cleveland.

## Fonctionnement
Au premier tour, l'équipe classée numéro 1 affronte l'équipe classée numéro 8, la numéro 2 la 7, la 3 la 6 et la 4 la 5. En demi-finale de conférence, l'équipe vainqueur de la série entre la numéro 1 et la numéro 8 rencontre l'équipe vainqueur de la série entre la numéro 4 et la numéro 5, et l'équipe vainqueur de la série entre la numéro 2 et la numéro 7 rencontre l'équipe vainqueur de la série entre la numéro 3 et la numéro 6. Les vainqueurs des demi-finales de conférence s'affrontent en finale de conférence. Les deux équipes ayant remporté la finale de leur conférence respective (Est ou Ouest) sont nommées championnes de conférence et se rencontrent ensuite pour une série déterminant le champion NBA.
Chaque série de playoffs se déroule au meilleur des 7 matches.

## Classement final
Les huit premiers de chaque conférence sont qualifiés pour les playoffs.
| Champion de division | Qualifié pour les playoffs | Non qualifié pour les playoffs |

| Conférence Est | Conférence Est         | Conférence Est | Conférence Est | Conférence Est |
| No             | Franchise              | Vic.           | Déf.           | PCT            |
| -------------- | ---------------------- | -------------- | -------------- | -------------- |
| 1              | Pistons de Détroit     | 53             | 29             | 64.6           |
| 2              | Cavaliers de Cleveland | 50             | 32             | 61.0           |
| 3              | Raptors de Toronto     | 47             | 35             | 57.3           |
| 4              | Heat de Miami          | 44             | 38             | 53.7           |
| 5              | Bulls de Chicago       | 49             | 33             | 59.8           |
| 6              | Nets du New Jersey     | 41             | 41             | 50.0           |
| 7              | Wizards de Washington  | 41             | 41             | 50.0           |
| 8              | Magic d'Orlando        | 40             | 42             | 48.8           |
|                |                        |                |                |                |
| 9              | 76ers de Philadelphie  | 35             | 47             | 42.7           |
| 10             | Pacers de l'Indiana    | 35             | 47             | 42.7           |
| 11             | Knicks de New York     | 33             | 49             | 40.2           |
| 12             | Bobcats de Charlotte   | 33             | 49             | 40.2           |
| 13             | Hawks d'Atlanta        | 30             | 52             | 36.6           |
| 14             | Bucks de Milwaukee     | 28             | 54             | 34.1           |
| 15             | Celtics de Boston      | 24             | 58             | 29.3           |

| Conférence Ouest | Conférence Ouest                             | Conférence Ouest | Conférence Ouest | Conférence Ouest |
| No               | Franchise                                    | Vic.             | Déf.             | PCT              |
| ---------------- | -------------------------------------------- | ---------------- | ---------------- | ---------------- |
| 1                | Mavericks de Dallas                          | 67               | 15               | 81.7             |
| 2                | Suns de Phoenix                              | 61               | 21               | 74.4             |
| 3                | Spurs de San Antonio                         | 58               | 24               | 70.7             |
| 4                | Jazz de l'Utah                               | 51               | 31               | 62.2             |
| 5                | Rockets de Houston                           | 52               | 30               | 63.4             |
| 6                | Nuggets de Denver                            | 45               | 37               | 54.9             |
| 7                | Lakers de Los Angeles                        | 42               | 40               | 51.2             |
| 8                | Warriors du Golden State                     | 42               | 40               | 51.2             |
|                  |                                              |                  |                  |                  |
| 9                | Clippers de Los Angeles                      | 40               | 42               | 48.8             |
| 10               | Hornets de La Nouvelle-Orléans/Oklahoma City | 39               | 43               | 47.6             |
| 11               | Kings de Sacramento                          | 33               | 49               | 40.2             |
| 12               | Trail Blazers de Portland                    | 32               | 50               | 39.0             |
| 13               | Timberwolves du Minnesota                    | 32               | 50               | 39.0             |
| 14               | SuperSonics de Seattle                       | 31               | 51               | 37.8             |
| 15               | Grizzlies de Memphis                         | 22               | 60               | 26.8             |

C - Champions NBA

## Tableau
|  | 1er tour         | 1er tour                 | 1er tour               |   |                        | Demi-finales de Conférence | Demi-finales de Conférence | Demi-finales de Conférence |  |   | Finales de Conférence | Finales de Conférence | Finales de Conférence |  |    | Finales NBA            | Finales NBA | Finales NBA |
|  |                  |                          |                        |   |                        |                            |                            |                            |  |   |                       |                       |                       |  |    |                        |             |             |
|  | 1                | Pistons de Détroit       | 4                      |   |                        |                            |                            |                            |  |   |                       |                       |                       |  |    |                        |             |             |
|  | 8                | Magic d'Orlando          | 0                      |   |                        |                            |                            |                            |  |   |                       |                       |                       |  |    |                        |             |             |
|  | 8                | Magic d'Orlando          | 0                      |   | 1                      | Pistons de Détroit         | 4                          |                            |  |   |                       |                       |                       |  |    |                        |             |             |
|  |                  |                          |                        |   | 1                      | Pistons de Détroit         | 4                          |                            |  |   |                       |                       |                       |  |    |                        |             |             |
|  |                  | 5                        | Bulls de Chicago       | 2 |                        |                            |                            |                            |  |   |                       |                       |                       |  |    |                        |             |             |
|  | 4                | 5                        | Bulls de Chicago       | 2 | Heat de Miami          | 0                          |                            |                            |  |   |                       |                       |                       |  |    |                        |             |             |
|  | 4                |                          |                        |   | Heat de Miami          | 0                          |                            |                            |  |   |                       |                       |                       |  |    |                        |             |             |
|  | 5                | Bulls de Chicago         | 4                      |   |                        |                            |                            |                            |  |   |                       |                       |                       |  |    |                        |             |             |
|  | 5                | Bulls de Chicago         | 4                      |   |                        |                            |                            |                            |  | 1 | Pistons de Détroit    | 2                     |                       |  |    |                        |             |             |
|  | Conférence Est   |                          |                        |   |                        |                            |                            |                            |  | 1 | Pistons de Détroit    | 2                     |                       |  |    |                        |             |             |
|  |                  | 2                        | Cavaliers de Cleveland | 4 |                        |                            |                            |                            |  |   |                       |                       |                       |  |    |                        |             |             |
|  | 2                | 2                        | Cavaliers de Cleveland | 4 | Cavaliers de Cleveland | 4                          |                            |                            |  |   |                       |                       |                       |  |    |                        |             |             |
|  | 2                |                          |                        |   | Cavaliers de Cleveland | 4                          |                            |                            |  |   |                       |                       |                       |  |    |                        |             |             |
|  | 7                | Wizards de Washington    | 0                      |   |                        |                            |                            |                            |  |   |                       |                       |                       |  |    |                        |             |             |
|  | 7                | Wizards de Washington    | 0                      |   | 2                      | Cavaliers de Cleveland     | 4                          |                            |  |   |                       |                       |                       |  |    |                        |             |             |
|  |                  |                          |                        |   | 2                      | Cavaliers de Cleveland     | 4                          |                            |  |   |                       |                       |                       |  |    |                        |             |             |
|  |                  | 6                        | Nets du New Jersey     | 2 |                        |                            |                            |                            |  |   |                       |                       |                       |  |    |                        |             |             |
|  | 3                | 6                        | Nets du New Jersey     | 2 | Raptors de Toronto     | 2                          |                            |                            |  |   |                       |                       |                       |  |    |                        |             |             |
|  | 3                |                          |                        |   | Raptors de Toronto     | 2                          |                            |                            |  |   |                       |                       |                       |  |    |                        |             |             |
|  | 6                | Nets du New Jersey       | 4                      |   |                        |                            |                            |                            |  |   |                       |                       |                       |  |    |                        |             |             |
|  | 6                | Nets du New Jersey       | 4                      |   |                        |                            |                            |                            |  |   |                       |                       |                       |  | E2 | Cavaliers de Cleveland | 0           |             |
|  |                  |                          |                        |   |                        |                            |                            |                            |  |   |                       |                       |                       |  | E2 | Cavaliers de Cleveland | 0           |             |
|  |                  | W3                       | Spurs de San Antonio   | 4 |                        |                            |                            |                            |  |   |                       |                       |                       |  |    |                        |             |             |
|  | 1                | W3                       | Spurs de San Antonio   | 4 | Mavericks de Dallas    | 2                          |                            |                            |  |   |                       |                       |                       |  |    |                        |             |             |
|  | 1                |                          |                        |   | Mavericks de Dallas    | 2                          |                            |                            |  |   |                       |                       |                       |  |    |                        |             |             |
|  | 8                | Warriors de Golden State | 4                      |   |                        |                            |                            |                            |  |   |                       |                       |                       |  |    |                        |             |             |
|  | 8                | Warriors de Golden State | 4                      |   | 8                      | Warriors de Golden State   | 1                          |                            |  |   |                       |                       |                       |  |    |                        |             |             |
|  |                  |                          |                        |   | 8                      | Warriors de Golden State   | 1                          |                            |  |   |                       |                       |                       |  |    |                        |             |             |
|  |                  | 4                        | Jazz de l'Utah         | 4 |                        |                            |                            |                            |  |   |                       |                       |                       |  |    |                        |             |             |
|  | 4                | 4                        | Jazz de l'Utah         | 4 | Jazz de l'Utah         | 4                          |                            |                            |  |   |                       |                       |                       |  |    |                        |             |             |
|  | 4                |                          |                        |   | Jazz de l'Utah         | 4                          |                            |                            |  |   |                       |                       |                       |  |    |                        |             |             |
|  | 5                | Rockets de Houston       | 3                      |   |                        |                            |                            |                            |  |   |                       |                       |                       |  |    |                        |             |             |
|  | 5                | Rockets de Houston       | 3                      |   |                        |                            |                            |                            |  | 4 | Jazz de l'Utah        | 1                     |                       |  |    |                        |             |             |
|  | Conférence Ouest |                          |                        |   |                        |                            |                            |                            |  | 4 | Jazz de l'Utah        | 1                     |                       |  |    |                        |             |             |
|  |                  | 3                        | Spurs de San Antonio   | 4 |                        |                            |                            |                            |  |   |                       |                       |                       |  |    |                        |             |             |
|  | 2                | 3                        | Spurs de San Antonio   | 4 | Suns de Phoenix        | 4                          |                            |                            |  |   |                       |                       |                       |  |    |                        |             |             |
|  | 2                |                          |                        |   | Suns de Phoenix        | 4                          |                            |                            |  |   |                       |                       |                       |  |    |                        |             |             |
|  | 7                | Lakers de Los Angeles    | 1                      |   |                        |                            |                            |                            |  |   |                       |                       |                       |  |    |                        |             |             |
|  | 7                | Lakers de Los Angeles    | 1                      |   | 2                      | Suns de Phoenix            | 2                          |                            |  |   |                       |                       |                       |  |    |                        |             |             |
|  |                  |                          |                        |   | 2                      | Suns de Phoenix            | 2                          |                            |  |   |                       |                       |                       |  |    |                        |             |             |
|  |                  | 3                        | Spurs de San Antonio   | 4 |                        |                            |                            |                            |  |   |                       |                       |                       |  |    |                        |             |             |
|  | 3                | 3                        | Spurs de San Antonio   | 4 | Spurs de San Antonio   | 4                          |                            |                            |  |   |                       |                       |                       |  |    |                        |             |             |
|  | 3                |                          |                        |   | Spurs de San Antonio   | 4                          |                            |                            |  |   |                       |                       |                       |  |    |                        |             |             |
|  | 6                | Nuggets de Denver        | 1                      |   |                        |                            |                            |                            |  |   |                       |                       |                       |  |    |                        |             |             |

## Scores

### Premier tour

#### Conférence Est
- Pistons de Détroit - Magic d'Orlando 4-0
  - 21 avril : Orlando @ Detroit 92-100
  - 23 avril : Orlando @ Detroit 90-98
  - 26 avril : Detroit @ Orlando 93-77
  - 28 avril : Detroit @ Orlando 97-93

- Bulls de Chicago - Heat de Miami 4-0
  - 21 avril : Miami @ Chicago 91-96
  - 24 avril : Miami @ Chicago 89-107
  - 27 avril : Chicago @ Miami 104-96
  - 29 avril : Chicago @ Miami 92-79

- New Jersey Nets - Raptors de Toronto 4-2
  - 21 avril : New Jersey @ Toronto 96-91
  - 24 avril : New Jersey @ Toronto 83-89
  - 27 avril : Toronto @ New Jersey 89-102
  - 29 avril : Toronto @ New Jersey 81-102
  - 1er mai : New Jersey @ Toronto 96-98
  - 4 mai : Toronto @ New Jersey 97-98

- Cavaliers de Cleveland - Washington Wizards 4-0
  - 22 avril : Washington @ Cleveland 82-97
  - 25 avril : Washington @ Cleveland 102-109
  - 28 avril : Cleveland @ Washington 98-92
  - 30 avril : Cleveland @ Washington 97-90

#### Conférence Ouest
- Warriors de Golden State - Mavericks de Dallas 4-2
  - 22 avril : Golden State @ Dallas 97-85
  - 25 avril : Golden State @ Dallas 99-112
  - 27 avril : Dallas @ Golden State 91-109
  - 29 avril : Dallas @ Golden State 99-103
  - 1er mai : Golden State @ Dallas  112-118
  - 3 mai : Dallas @ Golden State 86-111

- Jazz de l'Utah - Rockets de Houston 4-3
  - 21 avril : Utah @ Houston 75-84
  - 23 avril : Utah @ Houston 90-98
  - 26 avril : Houston @ Utah 67-81
  - 28 avril : Houston @ Utah 85-98
  - 30 avril : Utah @ Houston 92-96
  - 3 mai : Houston @ Utah 82-94
  - 5 mai : Utah @ Houston 103-99

- Spurs de San Antonio - Nuggets de Denver 4-1
  - 22 avril : Denver @ San Antonio 95-89
  - 25 avril : Denver @ San Antonio 88-97
  - 28 avril : San Antonio @ Denver 96-91
  - 30 avril : San Antonio @ Denver 96-89
  - 2 mai : Denver @ San Antonio 78-93

- Suns de Phoenix - Lakers de Los Angeles 4-1
  - 22 avril : Los Angeles @ Phoenix 87-95
  - 24 avril : Los Angeles @ Phoenix 126-98
  - 26 avril : Phoenix @ Los Angeles 89-95
  - 29 avril : Phoenix @ Los Angeles 113-100
  - 2 mai : Los Angeles @ Phoenix 110-119

### Demi-finales de Conférence

#### Conférence Est
- Pistons de Détroit - Bulls de Chicago 4-2
  - 5 mai : Chicago @ Detroit : 69-95
  - 7 mai : Chicago @ Detroit : 87-108
  - 10 mai : Detroit @ Chicago : 81-74
  - 13 mai : Detroit @ Chicago : 87-102
  - 15 mai : Chicago @ Detroit : 108-92
  - 17 mai : Detroit @ Chicago : 95-85

- Cavaliers de Cleveland - New Jersey Nets 4-2
  - 6 mai : New Jersey @ Cleveland : 77-81
  - 8 mai : New Jersey @ Cleveland : 92-102
  - 12 mai : Cleveland @ New Jersey : 85-96
  - 14 mai : Cleveland @ New Jersey : 87-85
  - 16 mai : New Jersey @ Cleveland : 83-72
  - 18 mai : Cleveland @ New Jersey : 88-72

#### Conférence Ouest
- Jazz de l'Utah - Warriors de Golden State 4-1
  - 7 mai : Golden State @ Utah :  112-116
  - 9 mai : Golden State @ Utah :  117-127 (ap)
  - 11 mai : Utah @ Golden State : 105-125
  - 13 mai : Utah @ Golden State : 115-101
  - 15 mai : Golden State @ Utah :  87-100

- Spurs de San Antonio - Suns de Phoenix  4-2
  - 6 mai : San Antonio @ Phoenix : 111-106
  - 8 mai : San Antonio @ Phoenix : 81-101
  - 12 mai : Phoenix @ San Antonio : 101-108
  - 14 mai : Phoenix @ San Antonio : 104-98
  - 16 mai : San Antonio @ Phoenix : 88-85
  - 18 mai : Phoenix @ San Antonio : 106-114

### Finales de Conférence

#### Conférence Est
- Pistons de Détroit -  Cavaliers de Cleveland 2 - 4
  - 21 mai : Cleveland @ Detroit : 76-79
  - 24 mai : Cleveland @ Detroit : 76-79
  - 27 mai : Detroit @ Cleveland : 82-88
  - 29 mai : Detroit @ Cleveland : 87-91
  - 31 mai : Cleveland @ Detroit : 109-107 (après 2 prolongations)
  - 2 juin : Detroit @ Cleveland : 82-98

#### Conférence Ouest
- Spurs de San Antonio - Jazz de l'Utah 4-1
  - 20 mai : Utah @ San Antonio  : 100-108
  - 22 mai : Utah @ San Antonio : 96 -105
  - 26 mai : San Antonio @ Utah : 83-109
  - 28 mai : San Antonio @ Utah : 91-79
  - 30 mai : Utah @ San Antonio : 84-109

### Finales NBA
- Spurs de San Antonio - Cavaliers de Cleveland 4-0
  - 7 juin : Cleveland @ San Antonio : 76-85
  - 10 juin : Cleveland @ San Antonio : 92-103
  - 12 juin : San Antonio @ Cleveland : 75-72
  - 14 juin : San Antonio @ Cleveland : 83-82

MVP des Finales : Tony Parker, Spurs de San Antonio